# Arctosa algerina
Arctosa algerina är en spindelart som beskrevs av Roewer 1960. Arctosa algerina ingår i släktet Arctosa och familjen vargspindlar.
Artens utbredningsområde är Algeriet. Inga underarter finns listade i Catalogue of Life.